# Vincent Vanasch

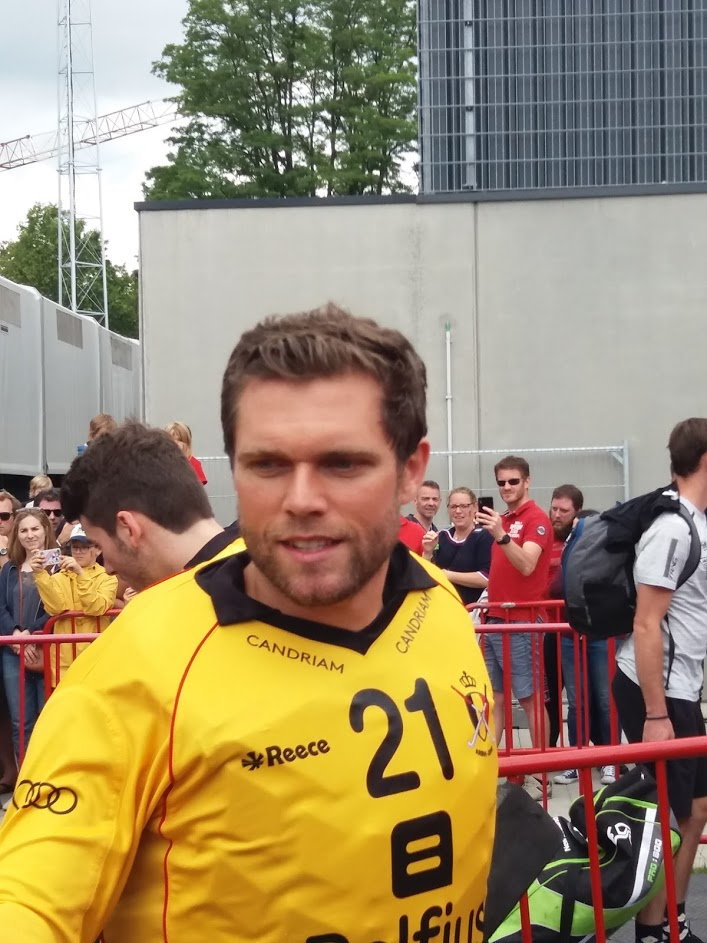
Vincent Vanasch (2019)

Vincent Vanasch (* 21. Dezember 1987 in Uccle/Ukkel) ist ein belgischer Hockeyspieler. 2016 gewann er mit der belgischen Nationalmannschaft eine olympische Silbermedaille, 2018 wurde er Weltmeister und 2021 Olympiasieger.

## Sportliche Karriere
Vanasch stand 2012 bei den Olympischen Spielen in London im Tor, als die Belgier den fünften Platz erreichten. 2013 verloren die Belgier vor heimischem Publikum im Finale der Europameisterschaft in Boom mit 1:3 gegen die deutsche Mannschaft. Im Jahr darauf trafen die Belgier und die Deutschen bei der Weltmeisterschaft in Den Haag im Spiel um Platz 5 aufeinander, die Belgier gewannen mit 4:2. Ebenfalls Fünfte wurden die Belgier bei der Europameisterschaft 2015 in London.
2016 bei den Olympischen Spielen in Rio de Janeiro gewannen die Belgier im Halbfinale mit 3:1 gegen die Niederländer. Im Finale unterlagen sie den Argentiniern mit 4:2. 2017 erreichten die Belgier bei der Europameisterschaft in Amstelveen das Finale mit einem Halbfinalsieg über die Deutschen nach Shootout. Im Finale gewannen die Niederländer mit 4:2. Die Weltmeisterschaft 2018 wurde im indischen Bhubaneswar ausgetragen. Die Belgier belegten in ihrer Vorrundengruppe den zweiten Platz hinter der indischen Mannschaft. Mit Siegen über die pakistanische Mannschaft und über die deutsche Mannschaft erreichten die Belgier das Halbfinale und gewannen dort mit 6:0 gegen die Engländer. Im Finale siegten die Belgier mit 3:2 im Shootout gegen die Niederländer und gewannen erstmals den Weltmeistertitel. 2019 bei der Europameisterschaft in Antwerpen gewannen die Belgier erstmals den Europameistertitel, wobei sie im Finale die Spanier mit 5:0 bezwangen. Vanasch wurde als Torhüter des Turniers ausgezeichnet. Bei der Europameisterschaft 2021 gewannen die Belgier die Bronzemedaille. Zwei Monate später gewannen die Belgier bei den Olympischen Spielen in Tokio das Finale gegen die Australier im Penaltyschießen.
Bei der Weltmeisterschaft 2023 in Bhubaneswar erreichten die Belgier erneut das Finale, diesmal unterlagen sie der deutschen Mannschaft im Penaltyschießen. Bei den Olympischen Spielen 2024 in Paris gewannen die Belgier ihre Vorrundengruppe, schieden aber im Viertelfinale gegen die Spanier aus. Vanasch war in fünf von sechs Spielen dabei.
Vanasch spielte lange für die Waterloo Ducks. Anfang 2020 wurde sein Wechsel nach Köln zum KTHC Stadion Rot-Weiss bekannt.